# Sellos de la Exposición Universal de Shanghái 2010
Los sellos de la Exposición Universal de Shanghái 2010 son los sellos postales emitidos por las administraciones postales de los países y territorios afiliados a la Unión Postal Universal, que tienen como tema central en su diseño la Expo 2010 celebrada en Shanghái (China) entre el 1 de mayo y el 31 de octubre de 2010. 
Son sellos con representaciones alusivas a la Expo o a la ciudad y país anfitriones, aunque también se pueden apreciar los que muestran lo más relevante de la participación del respectivo país, la figura de su pabellón o algún motivo nacional.
Naturalmente, el país que más sellos ha emitido con esta temática es China, nación anfitriona de la exposición: la serie filatélica consta de cuatro emisiones (la primera en diciembre de 2007) y contabiliza en total 12 sellos (solo un sello en hoja bloque).

## Relación de sellos
En total han sido emitidos 85 sellos (18 en hoja bloque) relacionados con esta exposición por 35 países y territorios de los cinco continentes (4 de África, 1 de América, 7 de Asia, 19 de Europa y 4 de Oceanía). En la tabla siguiente se enumeran los sellos por país, sus dimensiones y valor facial, así como una somera descripción de su contenido. Todos los sellos presentan dibujos en su diseño, salvo se indique lo contrario.
| País                   | Fecha de emisión | Descripción | Dimensiones (mm)                    | Valor facial (en moneda nacional) |
| ---------------------- | --- | --- | ----------------------------------- | --------------------------------- |
| África                 | | |                                     |                                   |
| Argelia                | 24.03.2010 | 1) Diseño alusivo que representa la silueta de dos padres con un menor paseando por un parque | 43,0 x 29,0                         | 15,00 DZD                         |
| Argelia                | 24.03.2010 | 2) El pabellón de China | 43,0 x 29,0                         | 38,00 DZD                         |
| Egipto                 | 01.05.2010 | 1) La Gran Esfinge enfrente de la Pirámide de Kefrén, rascacielos de Shanghái, el pabellón de Egipto y el logotipo de la Expo | 50,0 x 30,0                         | 2,50 EGP                          |
| Mozambique             | | 1) El pabellón de Nepal (HB) |                                     | 20,00 MZN                         |
| Mozambique             | 2) El pabellón de Japón | |                                     | 20,00 MZN                         |
| Mozambique             | 3) El pabellón de África (vista aérea) | |                                     | 20,00 MZN                         |
| Mozambique             | 4) El pabellón del Reino Unido | |                                     | 20,00 MZN                         |
| Mozambique             | 5) El pabellón de Rumania | |                                     | 20,00 MZN                         |
| Mozambique             | 6) El pabellón de África (vista frontal) | |                                     | 20,00 MZN                         |
| Mozambique             | 7) El pabellón de China (HB) La hoja bloque muestra una vista panorámica de Shanghái y los pabellones de la OMM y de los Países Bajos                                     | | MZN                                 |                                   |
| Santo Tomé y Príncipe  | | 1) El pabellón de Canadá (HB) |                                     | 15.000 STD                        |
| Santo Tomé y Príncipe  | 2) El pabellón de Israel | 15.000 STD |                                     |                                   |
| Santo Tomé y Príncipe  | 3) El pabellón de la Unión Africana | 20.000 STD |                                     |                                   |
| Santo Tomé y Príncipe  | 4) El pabellón de Hong Kong | 20.000 STD |                                     |                                   |
| Santo Tomé y Príncipe  | 5) El pabellón de Malasia | 25.000 STD |                                     |                                   |
| Santo Tomé y Príncipe  | 6) El pabellón de Suecia | 30.000 STD |                                     |                                   |
| Santo Tomé y Príncipe  | 7) El pabellón de Guinea Ecuatorial (HB) La hoja bloque muestra adicionalmente los pabellones de Australia, Italia, Omán, Rusia y Tailandia, sobre la silueta de Shanghái | | 110.000 STD                         |                                   |
| Túnez                  | 01.05.2010 | 1) Diseño alusivo | 36,0 x 36,0                         | 0,39 TND                          |
| América                | | |                                     |                                   |
| Colombia               | 01.05.2010 | 1) Productos y especies típicos colombianos: un loro, granos de café, un sombrero, esmeraldas, una orquídea y otras flores y un acordeón (HB) | 50,0 x 40,0 (140 x 90)              | 5.000 COP                         |
| Asia                   | | |                                     |                                   |
| Armenia                | 23.08.2010 | 1) Vista de la ciudad de Ereván con las cimas nevadas del Ararat y el Pequeño Ararat | 50,0 x 30,0                         | 280 AMD                           |
| Armenia                | 22.09.2010 | 1) Vista interior del pabellón armenio y tres cintas con los colores de la bandera de Armenia | 72,0 x 30,5                         | 280 AMD                           |
| Azerbaiyán             | 18.05.2010 | 1) El símbolo del pabellón de Azerbaiyán (HB) En la hoja bloque se reproduce una vista panorámica de Shanghái | 40,0 x 30,0 (84 x 61)               | 0,60 AZN                          |
| China                  | 19.12.2007 | «Símbolos de la Expo» 1) La mascota Haibao | 33,0 x 33,0                         | 1,20 CNY                          |
| China                  | 19.12.2007 | 2) El logotipo de la Expo | 33,0 x 33,0                         | 1,20 CNY                          |
| China                  | 01.05.2009 | «China y las exposiciones» (HB) Cuatro diseños alusivos a la participación de China en diferentes exposiciones internacionales: 1) Las primeras participaciones de China | 44,0 x 33,0 (210 x 140)             | 1,20 CNY                          |
| China                  | 01.05.2009 | 2) Knoxville 1982 y Sevilla 1992 | 44,0 x 33,0 (210 x 140)             | 1,20 CNY                          |
| China                  | 01.05.2009 | 3) Exposición Internacional de Horticultura Kunming 1999 | 44,0 x 33,0 (210 x 140)             | 1,20 CNY                          |
| China                  | 01.05.2009 | 4) Exposición Universal de Shanghái 2010 | 44,0 x 33,0 (210 x 140)             | 1,20 CNY                          |
| China                  | 21.01.2010 | «Edificios de la Exposición» 1) El Expo Center | 50,0 x 30,0                         | 0,80 CNY                          |
| China                  | 21.01.2010 | 2) El Pabellón de China | 50,0 x 30,0                         | 1,20 CNY                          |
| China                  | 21.01.2010 | 3) El Centro Cultural de la Expo 2010 | 50,0 x 30,0                         | 1,20 CNY                          |
| China                  | 21.01.2010 | 4) El Pabellón Temático | 50,0 x 30,0                         | 3,00 CNY                          |
| China                  | 21.01.2010 | 5) El Eje Expo y el Pabellón de China (HB) La hoja bloque muestra una vista aérea de parte del recinto de la Expo | 30,0 x 75,0 (128 x 102)             | 6,00 CNY                          |
| China                  | 18.05.2010 | «Apertura de la Exposición» (HB) 1) Diseño alusivo que muestra la silueta del Bund en una esfera,así como el Pabellón de China y el Eje Expo En la hoja bloque se ve una vista nocturna del Bund con fuegos artificiales | 33,0 x 44,0 (160 x 140)             | 1,20 CNY                          |
| Corea del Norte        | | 1) Vista aérea de la ciudad de Pionyang con el río Taedong y la Torre Juche en primer término (HB) La hoja bloque muestra vistas panorámicas de Pionyang y Shanghái, y contiene dos viñetas sin valor postal, una con el logotipo y la otra con la mascota de la Expo |                                     | 10 KPW                            |
| Corea del Norte        | 2) Diseño alusivo a una ciudad sostenible | 80 KPW |                                     |                                   |
| Emiratos Árabes Unidos | 13.05.2010 | 1) Vista aérea nocturna del pabellón de los EAU | 30,0 x 40,0                         | 0,55 AED                          |
| Emiratos Árabes Unidos | 13.05.2010 | 2) Vista diurna del pabellón de los EAU | 30,0 x 40,0                         | 1,00 AED                          |
| Hong Kong              | 27.04.2010 | Cada sello muestra la silueta panorámica de Hong Kong representada sobre un objeto: 1) Un dragón rojo | 45,0 x 28,0                         | 1,40 HKD                          |
| Hong Kong              | 27.04.2010 | 2) Una hoja verde | 45,0 x 28,0                         | 2,40 HKD                          |
| Hong Kong              | 27.04.2010 | 3) Un puente azul | 45,0 x 28,0                         | 3,00 HKD                          |
| Hong Kong              | 27.04.2010 | 4) Una cabeza amarilla con la representación gráfica de un chip | 45,0 x 28,0                         | 5,00 HKD                          |
| Israel                 | 14.04.2010 | Serie titulada «Innovaciones israelitas que han cambiado al mundo» 1) Agricultura: un dripper o instrumento de riego por goteo | 40,0 x 30,0                         | 24,0 NIS                          |
| Israel                 | 14.04.2010 | 2) Ciencia y tecnología: representación de un WEIZAC, uno de los primeros ordenadores electrónicos de gran almacenamiento en el mundo | 40,0 x 30,0                         | 24,0 NIS                          |
| Israel                 | 14.04.2010 | 3) Medicina: una cápsula endoscópica explorando un intestino | 40,0 x 30,0                         | 24,0 NIS                          |
| Macao                  | 01.05.2010 | 1) Dibujo alusivo al pabellón de Macao: unas liebres con pajarita | 30,0 x 40,0                         | 3,50 MOP                          |
| Macao                  | 01.05.2010 | 2) Faroles rojos tradicionales de Macao | 30,0 x 40,0                         | 4,00 MOP                          |
| Macao                  | 01.05.2010 | 3) Faroles rojos, una liebre y la Torre Perla Oriental (HB) La hoja bloque muestra el logotipo de la Expo y las siluetas del Bund y de China | 30,0 x 40,0 (138 x 90)              | 10,00 MOP                         |
| Omán                   | 15.11.2009 | Cada sello muestra el logotipo de los Juegos y una vista del pabellón de Omán: 1) Vista frontal | 35,0 x 35,0 –círculo–               | 0,050 OMR                         |
| Omán                   | 15.11.2009 | 2) Vista lateral (HB) La hoja bloque muestra un mapa con la ruta del viaje del explorador británico Tim Severin basado en los viajes de Simbad, a bordo de una réplica del barco Sohar en 1981, una imagen del barco Sohar y una vista del puerto de Mascate | 50,0 x 30,0                         | 0,100 OMR                         |
| Europa                 | | |                                     |                                   |
| Austria                | 30.04.2010 | 1) Retrato de la emperatriz Isabel de Baviera Sisi, guía virtual del pabellón austríaco (HB) La hoja bloque muestra parte de la fachada del Palacio de Schönbrunn | 30,0 x 40,0                         | 0,55 EUR                          |
| Bielorrusia            | 01.05.2010 | 1) Diseño alusivo | 26,0 x 37,0                         | 500 BYR                           |
| Bulgaria               | 30.04.2010 | 1) Una vista de Shanghái y un dragón rojo | 44,0 x 29,0                         | 1,40 BGN                          |
| Chipre                 | 17.03.2010 | 1) Diseño alusivo que muestra el logotipo de la Expo | 40,0 x 27,0                         | 0,51 EUR                          |
| Croacia                | 29.04.2010 | 1) Diseño alusivo con un plano del asentamiento antiguo de Shanghái (HB) La hoja bloque muestra un plano de la red de transporte metropolitano de Shanghái | 29,8 x 35,5 (73 x 73)               | 10,0 HRK                          |
| España                 | 21.04.2010 | 1) Silueta del pabellón de España (HB) La hoja bloque muestra imágenes de las tres ciudades españolas participantes en la Expo: la fuente del dragón en el Parque Güell de Barcelona, el Museo Guggenheim de Bilbao y la fuente de Cibeles y el pabellón de Madrid, así como dos vistas del Galeón Andalucía que permanece anclado en el río Huangpu en los seis meses de la Expo | 40,9 x 28,8 (105,6 x 79,2)          | 2,49 EUR                          |
| Estonia                | 11.03.2010 | 1) El pabellón de Estonia | 36,0 x 26,0                         | 9,00 EEK (0,58 EUR)               |
| Finlandia              | 04.05.2010 | 1) Una vista del pabellón de Finlandia, conocido como Kirnu (HB) | 55,0 x 27,0 (130 x 60)              | 1 LK/KL                           |
| Finlandia              | 04.05.2010 | 2) Planta arquitectónica del pabellón | 55,0 x 27,0 (130 x 60)              | 1 LK/KL                           |
| Francia                | 22.06.2010 | 1) El pabellón de Francia y una vista del Bund de Shanghái | 40,0 x 30,0                         | 0,85 EUR                          |
| Hungría                | 30.04.2010 | 1) Un gömböc (clase de cuerpos mono-monoestáticos ideados por los científicos húngaros Gábor Domokos y Péter Várkonyi) en 30 fases de su movimiento, cada una representada en un sello | 45,0 x 35,0                         | 100 HUF                           |
| Islandia               | 06.05.2010 | 1) El pabellón de Islandia (HB) La hoja bloque muestra parte de la exhibición del pabellón | 50,0 x 35,0 –trapezoide– (107 x 68) | 130 ISK                           |
| Letonia                | 23.04.2010 | 1) Diseño alusivo que representa el vuelo de un humano en un canal de aire | 30,0 x 37,0                         | 1,50 LVL                          |
| Liechtenstein          | 01.05.2010 | 1) Vista expresiva de Vaduz, del pintor Johann Jakob Schmidt (HB) | 40,0 x 36,0 (94 x 129)              | 1,60 CHF                          |
| Liechtenstein          | 01.05.2010 | 2) Macareo en el río Qiantang del pintor Xu Gu | 31,5 x 59,5                         | 1,90 CHF                          |
| Lituania               | 10.04.2010 | 1) Un globo aerostático con los colores de la bandera lituana sobrevolando la ciudad de Shanghái | 30,0 x 34,5                         | 2,90 LTL                          |
| Luxemburgo             | 16.03.2010 | 1) Imagen del pabellón de Luxemburgo, de fondo la silueta de Shanghái | 50,0 x 30,0                         | 0,90 EUR                          |
| Mónaco                 | 04.03.2010 | 1) La moneda de oro conmemorativa con la efigie del príncipe Alberto II (emitida en 2008) (HB) La hoja bloque muestra diversas vistas de China, como la silueta de Shanghái, un junco (barco tradicional chino) y algunos paisajes típicos | 30,0 x 30,0 (114 x 95)              | 1,00 EUR                          |
| República Checa        | 10.02.2010 | 1) El pabellón de la República Checa (HB) La hoja bloque muestra la frase 'EXPO 2010' escrita en grandes caracteres | 50,0 x 34,0 (110 x 95)              | 35,0 CZK                          |
| San Marino             | 08.05.2009 | 1) Vista panorámica de Shanghái y, en un recuadro, el Pabellón de China | 52,0 x 26,2                         | 2,20 EUR                          |
| San Marino             | 09.02.2010 | 2) La tercera de las Tres Torres de San Marino, ubicadas en el monte Titano, y el escudo de San Marino (HB) La hoja bloque muestra además un fragmento de la Gran Muralla China que rodea los tres sellos | 30,0 x 40,0 (113 x 153)             | 0,65 EUR                          |
| San Marino             | 09.02.2010 | 3) La segunda de las Tres Torres | 30,0 x 40,0 (113 x 153)             | 1,00 EUR                          |
| San Marino             | 09.02.2010 | 4) La primera de las Tres Torres | 30,0 x 40,0 (113 x 153)             | 1,50 EUR                          |
| San Marino             | 09.02.2010 | 5) El edificio del Palazzo Pubblico y la Estatua de la Libertad | 36,0 x 51,0                         | 1,80 EUR                          |
| Serbia                 | 26.02.2010 | 1) Vista del interior del pabellón de Serbia | 37,5 x 35,0                         | 22,0 RSD                          |
| Serbia                 | 26.02.2010 | 2) El pabellón de Serbia, como trasfondo la silueta de la torre Jin Mao | 37,5 x 35,0                         | 50,0 RSD                          |
| Oceanía                | | |                                     |                                   |
| Australia              | 18.05.2010 | 1) El pabellón de Australia | 26,0 x 37,5                         | 0,55 AUD                          |
| Australia              | 18.05.2010 | 2) La mascota del pabellón, Peng Peng, una cucaburra | 26,0 x 37,5                         | 0,55 AUD                          |
| Nueva Caledonia        | 14.06.2010 | 1) El pabellón de Francia y una vista panorámica de Shanghái | 52,0 x 32,0                         | 110 XPF                           |
| Nueva Zelanda          | 30.04.2010 | Todos los sellos se componen de dos imágenes: en la parte inferior, un motivo neozelandés presente en el respectivo pabellón, y en la parte superior y de cabeza, su contraparte china (HB) 1) Las flores del pohutukawa y de la peonía china | 30,0 x 80,0 (175 x 140)             | 0,50 NZD                          |
| Nueva Zelanda          | 30.04.2010 | 2) Las máscaras de un guardián kaitiaki y de un Fu Dog | 30,0 x 80,0 (175 x 140)             | 1,00 NZD                          |
| Nueva Zelanda          | 30.04.2010 | 3) Representación del dios maorí Tane y del dios chino Pan Gu | 30,0 x 80,0 (175 x 140)             | 1,80 NZD                          |
| Nueva Zelanda          | 30.04.2010 | 4) Las siluetas de Auckland y de Shanghái | 30,0 x 80,0 (175 x 140)             | 2,30 NZD                          |
| Nueva Zelanda          | 30.04.2010 | 5) Dos adornos de jade: un hei tiki y un cong | 30,0 x 80,0 (175 x 140)             | 2,80 NZD                          |
| Papúa Nueva Guinea     | 21.05.2010 | 1) La Torre Wenchang del Palacio de Verano en Pekín (HB) |                                     | 0,05 PGK                          |
| Papúa Nueva Guinea     | 21.05.2010 | 2) Una artista china ejecutando una acrobacia en el aire | 0,10 PGK                            |                                   |
| Papúa Nueva Guinea     | 21.05.2010 | 3) La Torre Perla Oriental | 1,00 PGK                            |                                   |
| Papúa Nueva Guinea     | 21.05.2010 | 4) Tres artistas acrobáticos chinos | 3,00 PGK                            |                                   |
| Papúa Nueva Guinea     | 21.05.2010 | 5) Artistas del Festival Internacional de Cultura y Arte | 4,65 PGK                            |                                   |
| Papúa Nueva Guinea     | 21.05.2010 | 6) Un edificio chino antiguo | 6,30 PGK                            |                                   |
| Papúa Nueva Guinea     | 21.05.2010 | 7) Una torre en Suzhou (HB) |                                     | 10,00 PGK                         |
| Vanuatu                | 30.04.2010 | 1) Un dugongo de la isla Epi (HB) La hoja bloque muestra el logotipo de la Expo, una playa, un mapa del archipiélago de Vanuatu y diversas fotos de la naturaleza y habitantes del país | 30,0 x 40,0 (125x 185)              | 40 VUV                            |
| Vanuatu                | 30.04.2010 | 2) Guerreros efectuando una danza de la Serpiente | 40,0 x 30,0                         | 140 VUV                           |
| Vanuatu                | 30.04.2010 | 3) Vista aérea de la isla Iririki | 30,0 x 40,0                         | 160 VUV                           |
| Vanuatu                | 30.04.2010 | 4) Erupción del monte Yasur | 40,0 x 30,0                         | 190 VUV                           |